# Legio XVIII
Legio XVIII ("Décima-oitava legião") foi uma legião romana, criada por Otaviano por volta do ano 41 a.C. e destruída na derrota da Batalha da Floresta de Teutoburgo a 9 de setembro de 9 d.C.. O cognome e emblema da legião são desconhecidos.

## História
A legião foi criada provavelmente para lidar com a presença de Sexto Pompeu na Sicília, onde o último resistente do segundo triunvirato ameaçava o suprimento de cereais de Roma. Foi também uma das legiões prometidas por Otaviano a Marco Antônio, mas nunca entregues, para a sua campanha contra o Império Parta. Mais tarde, Otaviano usou esta unidade contra a aliança entre Marco Antônio e Cleópatra na batalha de Ácio em 31 a.C. Após o fim da guerra civil, a Legio XVIII foi deslocada para a Gália. No fim do século I a.C., foi transferida novamente para a fronteira do Reno e integrada no exército liderado pelos irmãos Druso, o Velho e Tibério que transformou a Germânia numa província romana em 5 d.C.
A XVIII permaneceu na região, administrada pelo governador Públio Quintílio Varo. No início de setembro de 9 a.C., Armínio, o líder dos queruscos, aliados dos romanos, trouxe notícias de uma revolta na zona do rio Reno. Sem suspeitar da veracidade da informação recebida, Varo mobilizou a décima-oitava, juntamente com a décima-sétima e a décima-nona, e dirigiu-se para oeste. A 9 de setembro, os queruscos, liderados pelo próprio Armínio, emboscaram o governador e suas legiões perto de Osnabruque, no que ficou conhecido como a Batalha da Floresta de Teutoburgo. O resultado foi desastroso para o lado romano e a XVIII e suas congêneres foram aniquiladas e os estandartes, perdidos. Anos depois, Germânico liderou uma expedição à área e depararam-se com um cenário tétrico, composto pelos restos mortais dos legionários, muitos deles mutilados. Mas ele conseguiu recuperar os estandartes e trouxe-os para Roma.